# Сви у напад: Све или ништа
Сви у напад: Све или ништа (енгл. Bring It On: All or Nothing) америчка је филмска комедија из 2006. године, у режији Стива Раша, по сценарију Алисон Фауз. Наставак је филма Сви у напад, опет (2004) и трећи део серијала Сви у напад. Главне улоге глуме Хејден Панетијер и Соланж Ноулс Смит.
Наставак, Сви у напад: Само напред до победе, приказан је 2007. године.

## Радња
Бритни (Хејден Панетијер) је сјајна спортисткиња, одлична плесачица и чирлидерсица. Пошто јој отац изгуби посао, породица је принуђена да се пресели, а Бритни креће у средњу школу коју похађају сиромашнија деца. Очајна је, мисли да јој је живот упропашћен, али мајка, која је некада такође била чирлидерсица, уверава је да ће и у новој средини уживати у ономо што највише воли. У новој школи је дочекују као плаву богату Барбику коју не намеравају да прихвате као једну од њих. Главна у екипи чирлидера Камила (Соланж Ноулс Смит) одбија да је прими у тим чак и када се увери да је вансеријски таленат.

## Улоге
- Хејден Панетијер као Бритни Ален
- Соланж Ноулс Смит као Камила
- Марси Рајлан као Вини Харпер
- Гас Кар као Џеси
- Џејк Макдорман као Бред Ворнер
- Џиовони Самјуелс као Киреша
- Франсија Раиса као Летиша
- Гари Лероа Греј као Тајсон
- Синди Чиу као Амбер
- Данијела Савре као Бријана
- Џесика Фифе као Сијера
- Кирстен Ворен као Памела Ален
- Ерик Браскотер као Тимоти Ален
- Ријана као она
- Свин Кеш као она